# Elezioni federali in Germania del 1949

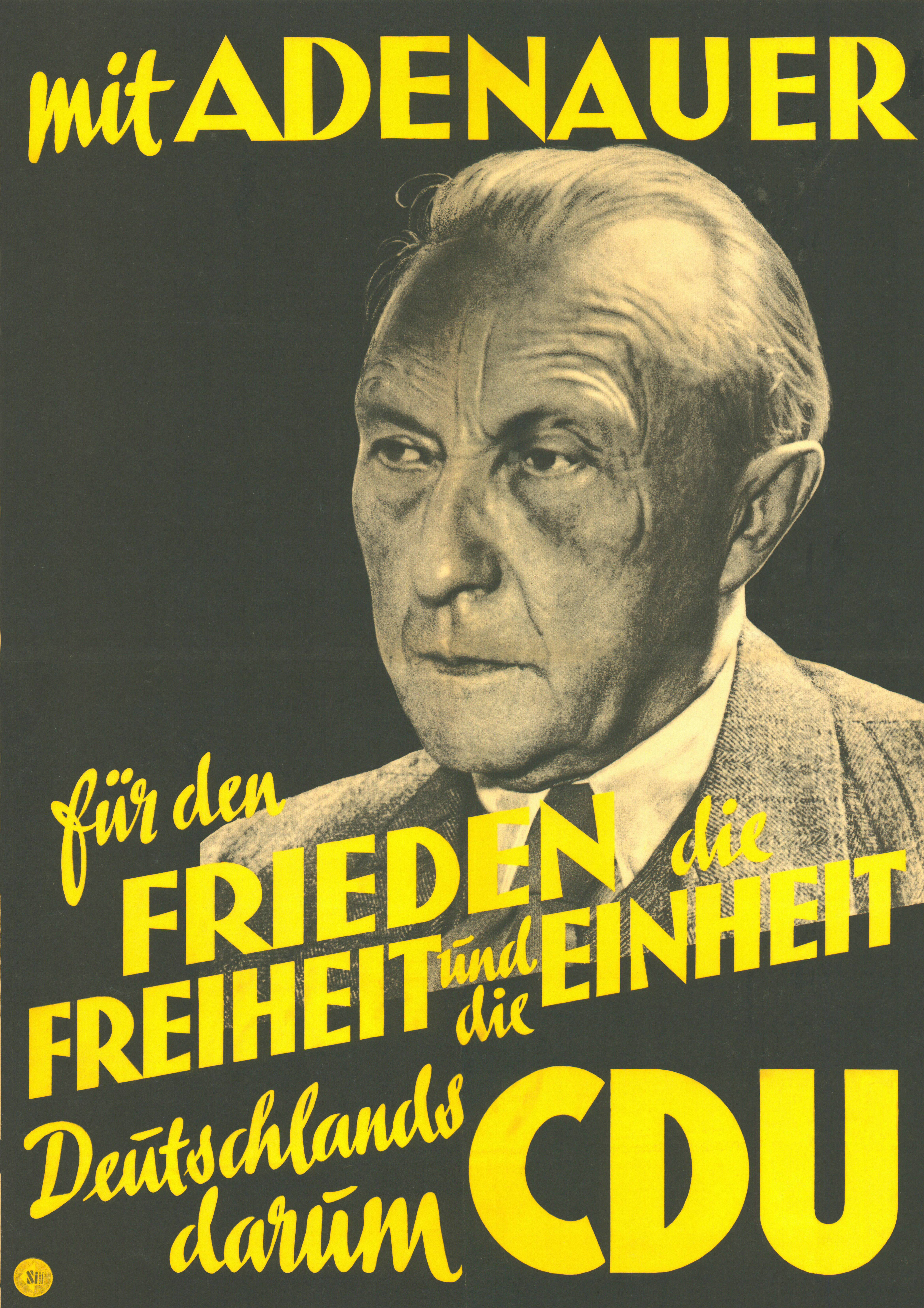
Manifesto elettorale utilizzato da Adenauer alle elezioni del 1949

Le elezioni federali nella Repubblica Federale di Germania del 1949 si tennero il 14 agosto per il rinnovo del Bundestag. Sono state le prime elezioni dopo la caduta del nazismo, con l’avvento della nuova Legge fondamentale della Repubblica Federale di Germania, e le prime elezioni libere dopo quelle del 1933.
Si recarono alle urne il 78.5% dei cittadini aventi diritto al voto.

## Risultati
| Liste                                                        | Voti       | %    | Seggi | Seggi | Seggi  |
| Liste                                                        | Voti       | %    | Magg. | Prop. | Totale |
| ------------------------------------------------------------ | ---------- | ---- | ----- | ----- | ------ |
| Partito Socialdemocratico di Germania (SPD)                  | 6.934.975  | 29,2 | 96    | 35    | 131    |
| Unione Cristiano Democratica (CDU)                           | 5.978.636  | 25,2 | 91    | 24    | 115    |
| Partito Liberale Democratico (FDP)                           | 2.829.920  | 11,9 | 12    | 40    | 52     |
| Unione Cristiano-Sociale (CSU)                               | 1.380.448  | 5,8  | 24    | -     | 24     |
| Partito Comunista di Germania (KPD)                          | 1.361.706  | 5,7  | -     | 15    | 15     |
| Partito Bavarese (BP)                                        | 986.478    | 4,2  | 11    | 6     | 17     |
| Partito Tedesco (DP)                                         | 939.934    | 4,0  | 5     | 12    | 17     |
| Partito di Centro Tedesco (DZP)                              | 727.505    | 3,1  | -     | 10    | 10     |
| Alleanza per la Ricostruzione Economica (WAV)                | 681.888    | 2,9  | -     | 12    | 12     |
| Partito Conservatore Tedesco/Deutsche Reichspartei (DKP/DRP) | 391.127    | 1,8  | -     | 5     | 5      |
| Partito Radicale-Sociale della Libertà                       | 216.749    | 0,9  | -     | -     | -      |
| Associazione degli Elettori del Sud Schleswig                | 75.388     | 0,3  | -     | 1     | 1      |
| Movimento Popolare Europeo di Germania                       | 26.162     | 0,1  | -     | -     | -      |
| Partito Popolare del Reno-Westfalia                          | 21.931     | 0,1  | -     | -     | -      |
| Indipendenti                                                 | 1.141.647  | 4,8  | 3     | -     | 3      |
| Totale                                                       | 23.732.398 |      | 242   | 160   | 402    |

## Conseguenze
Dopo le elezioni, il cristiano democratico Konrad Adenauer viene eletto primo Bundeskanzler della Repubblica federale alla guida di una coalizione composta da CDU-CSU, FDP e DP.